# Michał Stasiński
Michał Józef Stasiński (ur. 28 kwietnia 1968 w Bydgoszczy) – polski prawnik, przedsiębiorca i polityk, poseł na Sejm VIII kadencji.

## Życiorys
Z wykształcenia prawnik, absolwent Wydziału Prawa i Administracji Uniwersytetu Mikołaja Kopernika w Toruniu (1994). Ukończył także studia podyplomowe z zarządzania i marketingu w Wyższej Szkole Bankowej w tym samym mieście (2002). Pracował m.in. jako kierownik działu marketingu w oddziale regionalnym spółki akcyjnej Ruch. Później zajął się własną działalnością gospodarczą jako współwłaściciel przedsiębiorstwa Novum Consulting działającego w branży doradczej i księgowej.
W wyborach w 1989 był zaangażowany w kampanię Stefana Pastuszewskiego z ChDSP. Później należał krótko do Kongresu Liberalno-Demokratycznego (był w nim sekretarzem regionu), z listy którego w wyborach w 1993 kandydował bezskutecznie do Sejmu. Od 2001 działał w Platformie Obywatelskiej. W wyborach samorządowych w 2006 bez powodzenia kandydował na radnego Bydgoszczy, po czym opuścił PO.
W wyborach parlamentarnych w 2015 kandydował do Sejmu w okręgu bydgoskim z pierwszego miejsca na liście Nowoczesnej Ryszarda Petru. Uzyskał mandat posła VIII kadencji, otrzymując 12 017 głosów. W kwietniu 2017 odszedł z Nowoczesnej, przechodząc do klubu parlamentarnego PO (został potem także członkiem tej partii). W Sejmie VIII kadencji zasiadł w Komisji do Spraw Unii Europejskiej oraz w Komisji Gospodarki i Rozwoju, pracował też w Komisji Ochrony Środowiska, Zasobów Naturalnych i Leśnictwa (2017). W wyborach w 2019 nie uzyskał poselskiej reelekcji.